# يوتنج
مجموعة تشنغتشو يوتنج (بالصينية 鄭州宇通客車股份有限公司) (بالإنجليزية Zhengzhou Yutong Group Co., Ltd) تُعرف تجاريًا باسم يوتنج هي شركة صينية تعمل في مجال تصنيع الحافلات والمعدات الثقيلة، تأسست سنة 1963، يقع مقرها الرئيسي في مدينة تشنغتشو، بمقاطعة خنان، في جمهورية الصين الشعبية. تنتج الشركة حوالي 65 ألف حافلة ومينى باص سنويًا، وهو ما يمثل حوالي 40% من إنتاج الحافلات في السوق الصينية وحوالي 13% من صادرات الحافلات والمينى باص الصينية للأسواق العالمية.

## معرض الصور

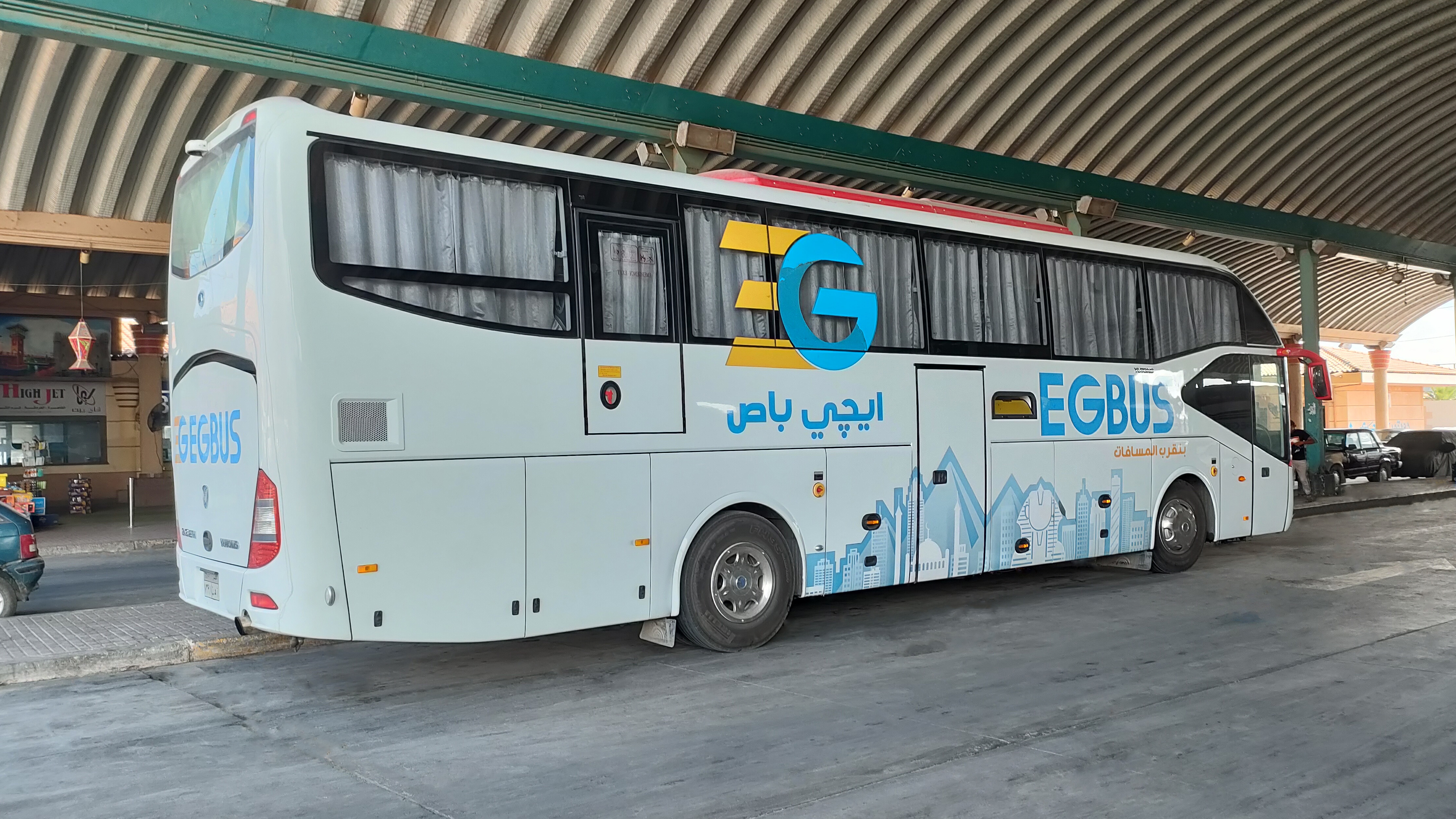
حافلة من إنتاج الشركة طراز ZK 6127
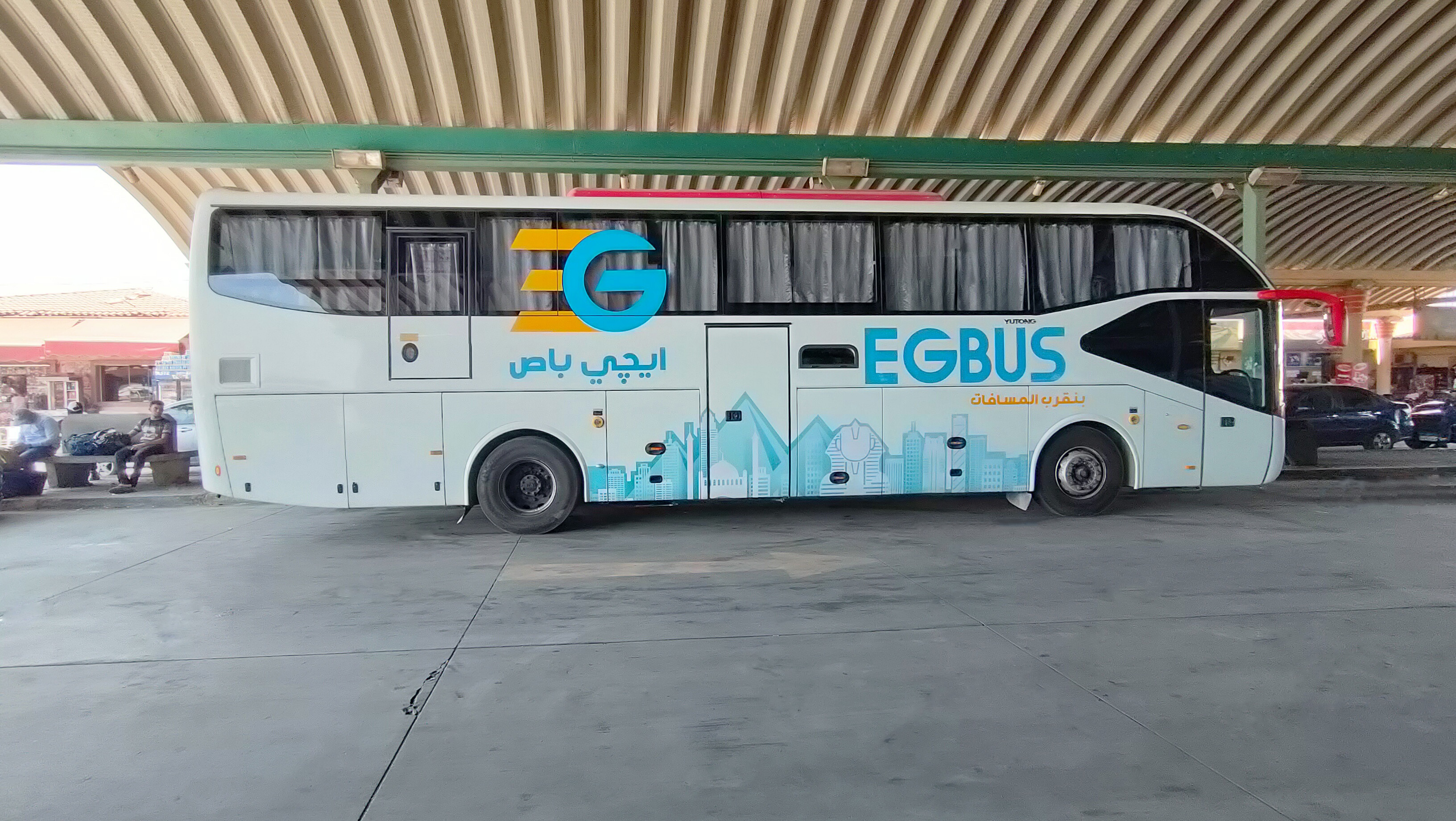
حافلة من إنتاج الشركة طراز ZK 6127

## وصلات خارجية
- الموقع الرسمي للشركة (الحافلات).
- الموقع الرسمي للشركة (المعدات الثقيلة).